# معما (قصه پریان)
معما (آلمانی: Das Rätsel) یک افسانه آلمانی است که توسط برادران گریم گردآوری و در سال ۱۸۱۹ در جلد دوم «افسانه های گریم» (KHM 22) منتشر شده‌است. این داستان در طبقه‌بندی آرنه-تامپسون (ATU) در ردهٔ ۸۵۱ قرار می‌گیرد: «بردن شاهزاده‌خانم با طرح معما».

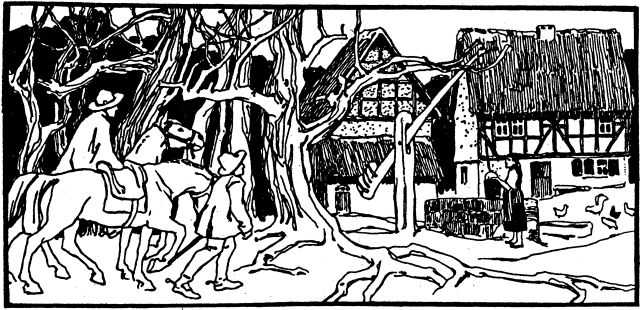
تصویرنگاری ۱۹۰۹

## خلاصه داستان
روزی روزگاری، شاهزاده‌ای جوان تصمیم گرفت به همراه خدمتکار وفادارش سفری دور و دراز آغاز کند. آن‌ها در مسیر خود به جنگلی تاریک رسیدند و در آن‌جا تنها خانه‌ای را یافتند که دختری زیبارو در آن زندگی می‌کرد. دختر هشدار داد که ناپدری‌اش یک جادوگر شرور است که از مهمانان خوشش نمی‌آید، اما در آن نزدیکی هیچ‌جا برای پناه گرفتن وجود نداشت.
شاهزاده و خدمتکارش ناگزیر وارد خانه شدند، اما دختر سفارش کرد که هیچ خوراکی یا نوشیدنی‌ای از جادوگر نپذیرند. صبح روز بعد، جادوگر جامی از نوشیدنی زهرآلود به خدمتکار داد تا آن را به شاهزاده بدهد، اما خدمتکار به‌طور تصادفی نوشیدنی را روی اسب شاهزاده ریخت که بلافاصله مرد.
کلاغی از راه رسید و شروع به خوردن لاشهٔ اسب کرد و خود نیز از زهر مرد. خدمتکار کلاغ مرده را برداشت تا بعدها از آن برای غذا استفاده کند.
در ادامه، آن‌ها به مهمان‌خانه‌ای رسیدند و خدمتکار از آشپز خواست از کلاغ برایشان غذایی تهیه کند. اما آن مهمان‌خانه در واقع پناهگاه گروهی از راهزنان بود. راهزنان برگشتند و پیش از آنکه بخواهند شاهزاده و خدمتکار را بکشند، از غذای تهیه‌شده خوردند و همگی به‌دلیل وجود سم در گوشت کلاغ مردند.
دختر صاحب‌خانه گنجینهٔ پنهان‌شدهٔ راهزنان را به شاهزاده نشان داد، اما او نپذیرفت و گنج را برای دختر باقی گذاشت.
در ادامهٔ سفر، شاهزاده به شهری رسید که در آن شاهزاده‌خانمی زیبا زندگی می‌کرد. او شرط گذاشته بود هر کسی که بتواند معمایی طرح کند که او نتواند در سه روز حل کند، می‌تواند با او ازدواج کند؛ در غیر این صورت، سر او قطع خواهد شد.
شاهزاده معمایی طرح کرد: «کسی که هیچ‌کس را نکشت، اما دوازده نفر را کشت!» شاهزاده‌خانم نتوانست پاسخ را بیابد و برای جاسوسی از شاهزاده در خواب، در سه شب متوالی ابتدا خدمتکار خود، سپس ندیمه و نهایتاً خودش را به اتاق او فرستاد.
اما شاهزاده باهوش بود. در دو شب اول، خدمتکارش را به جای خود در تخت خواباند. هر بار، خدمتکار لباس‌های زنانه را از تن آنان کشید و آن‌ها را فراری داد. در شب سوم، شاهزاده خودش در تخت خوابید و وانمود کرد خواب است. شاهزاده‌خانم از او پرسید پاسخ معما چیست و او وانمود کرد در خواب پاسخ را می‌گوید. سپس او را نیز رسوا کرد و ردای او را هم گرفت.
روز بعد، شاهزاده‌خانم جواب معما را اعلام کرد: «کلاغی از اسبی مرده و زهرآلود خورد و مرد. دوازده راهزن از کلاغ خورده و آن‌ها نیز مردند.» شاهزاده گفت که او جواب را در خواب از او گرفته است. قضات شهر خواستار مدرک شدند و او سه ردا را ارائه کرد. در نهایت، قضات رأی دادند که شاهزاده‌خانم باید با شاهزاده ازدواج کند و ردای او با طلا و نقره آذین شود.

## تحلیل و تفسیر
در این داستان، معما نه تنها وسیله‌ای برای پیروزی شاهزاده بر شاهزاده‌خانم است، بلکه نمایانگر هوش، زیرکی، و تجربهٔ واقعی در زندگی است. برخلاف معماهای ذهنی معمول، این معما از ماجرایی واقعی در زندگی شاهزاده ریشه می‌گیرد.
کارشناسان مانند والتر شرف و هرویک فون بیت، این داستان را نمادی از رشد روانی شخصیت شاهزاده‌خانم می‌دانند، که برای نخستین‌بار مجبور می‌شود با انسانی واقعی روبرو شود و نه تنها در دنیای ذهنی خود باقی بماند.
همچنین عناصر روان‌شناختی دیگری چون میل به شناخت از طریق خواب، رهایی از مرگ (مرگ راهزنان)، و پیوند میان هوش و شایستگی در ازدواج از مضامین بنیادین داستان هستند.